# Finale de la Ligue des champions de la CAF 1997
La finale de la Ligue des champions de la CAF 1997 est un match de football disputé en aller-retour, opposant l'équipe marocain de l'Raja Club Athletic, à l'équipe ghanéens de l'Obuasi Goldfields. Les rencontres sont jouées le 30 novembre 1997 au Baba Yara Stadium de Obuasi, en Ghana, puis le 14 décembre 1997 au Stade Mohamed V de Casablanca, en Maroc.

## Parcours des finalistes
Note : dans les résultats ci-dessous, le score du finaliste est toujours donné en premier (D : domicile ; E : extérieur).

## Match aller

### Feuille de match 1
| 30 novembre 1997 | Obuasi Goldfields | 1 - 0            | Raja Club Athletic | Baba Yara Stadium, Obuasi                                         |                                                                   |
|                  | Adjei 79e         | (0 - 0)          |                    | Spectateurs : 20 000 Arbitrage : Sinko Zeli Arbitres assistants : | Spectateurs : 20 000 Arbitrage : Sinko Zeli Arbitres assistants : |
|                  | Rapport           | 45e, 57e Bekkari |                    | Spectateurs : 20 000 Arbitrage : Sinko Zeli Arbitres assistants : | Spectateurs : 20 000 Arbitrage : Sinko Zeli Arbitres assistants : |

## Match retour

### Feuille de match 2
| 14 decembre 1997 | Raja Club Athletic | 1 - 0   | Obuasi Goldfields | Stade Mohamed V, Casablanca                                          |                                                                      |
|                  | Nazir 78e          | (0 - 0) |                   | Spectateurs : 60 000 Arbitrage : Lim Kee Chong Arbitres assistants : | Spectateurs : 60 000 Arbitrage : Lim Kee Chong Arbitres assistants : |
|                  | Rapport            |         |                   | Spectateurs : 60 000 Arbitrage : Lim Kee Chong Arbitres assistants : | Spectateurs : 60 000 Arbitrage : Lim Kee Chong Arbitres assistants : |
|                  | Tirs au but 5 - 4  |         |                   | Spectateurs : 60 000 Arbitrage : Lim Kee Chong Arbitres assistants : | Spectateurs : 60 000 Arbitrage : Lim Kee Chong Arbitres assistants : |